# Mike Burton
Mike Burton (n. 3 iulie 1947, Des Moines, Iowa, SUA) este un înotător american, medaliat olimpic. A participat la 2 ediții ale Jocurilor Olimpice (1968, 1972) în care a câștigat 3 medalii de aur.